# Universität für Politikwissenschaft und Recht Südwestchinas

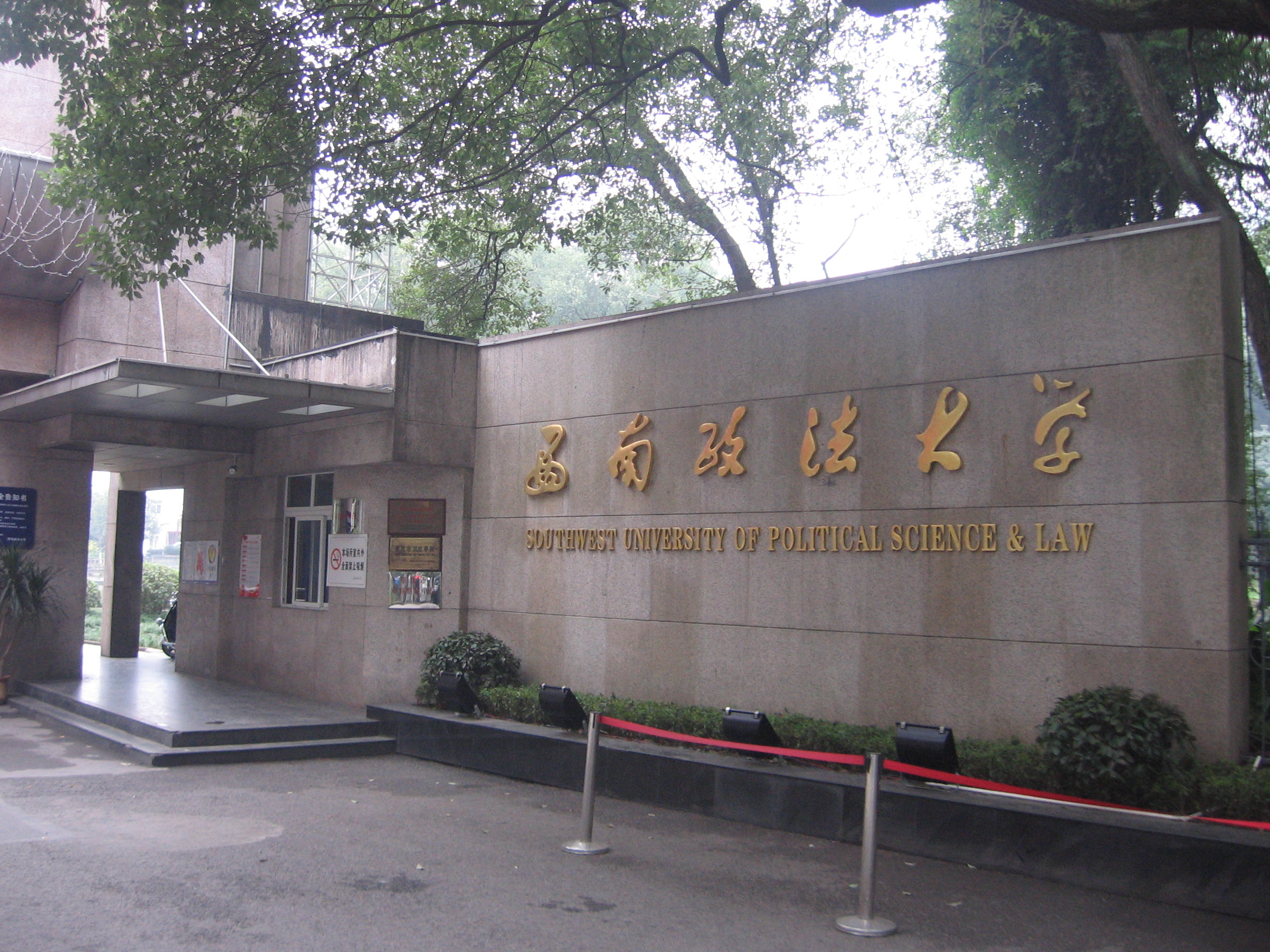
Universität für Politikwissenschaft und Recht Südwestchinas (2019)

Die Universität für Politikwissenschaft und Recht Südwestchinas (chinesisch 西南政法大学, Pinyin Xinan Zhengfa Daxue, englisch Southwest University of Political Science and Law, Abk. SWUPL) ist eine chinesische Universität in Chongqing. Sie wurde 1953 gegründet und hieß ursprünglich „Hochschule für Politikwissenschaft und Recht“ (chinesisch 西南政法学院, Pinyin Xinan zhengfa xueyuan, englisch Southwest College of Political Science and Law). Es ist eine der ersten Universitäten für Politische Wissenschaften und Recht nach der Gründung der Volksrepublik China.
Xia Yong, der Direktor des Staatlichen chinesischen Büros für den Schutz von Staatsgeheimnissen, hat an ihr studiert.